# Halleria parviflora
Halleria parviflora är en tvåhjärtbladig växtart som beskrevs av Bonati. Halleria parviflora ingår i släktet Halleria och familjen Stilbaceae. Inga underarter finns listade i Catalogue of Life.